# Santo Antão (Évora)
Santo Antão is een plaats (freguesia) in de Portugese gemeente Évora en telt 1473 inwoners (2001).